# Chloris cucullata
Chloris cucullata är en gräsart som beskrevs av Gottlieb Wilhelm T.G. Bischoff. Chloris cucullata ingår i släktet kvastgrässläktet, och familjen gräs. Inga underarter finns listade i Catalogue of Life.